# El Chacal
エル・チャカル（スペイン語: El Chacal 「ザ・ジャッカル The Jackal」の意、1986年2月8日 - ）は、キューバの歌手である。定冠詞エル (el) を省略して、単にチャカル (Chacal) とも。

## 来歴
2003年には、彼自身のバンド、ロス・チボス（スペイン語: Los Chivos 「ザ・羊たち The Sheep」の意）を仲間のラッパー、セニョール・ロドリゲス (Señor Rodriguez) と結成した。Eddy-Kやユリエン・オビエド (Yulien Oviedo) のようなアーティストとのコラボレーションは、彼が2009年にソロアーティストとなる自信を与えた。

## ディスコグラフィ
- Procuro Olvidarte（2016年）

### アルバム
- La Masacre Musical（2012年）[2]
- Chacal y Yakarta（2013年）[3]